# Felix d'Avellar Brotero
Felix d'Avellar Brotero (Santo Antão do Tojal, Loures, 25 de novembre de 1744 — Santa Maria de Belém, Lisboa, 4 d'agost de 1828) va ser un botànic, briòleg, micòleg portuguès. En homenatge seu va ser fundada la Sociedade Broteriana, associació científica que a través de seu Boletim va tenir una gran importància en el desenvolupament de la botànica a Portugal.

## Biografia
Es refugia a França, a París el 1778, per escapar de la Inquisició. Allí hi passa dotze anys i publica en portuguès un Compendio da Botanica amb el fi de guanyar-se la vida, obra que li donà una immediata notorietat com a botànic. Tornà a Portugal el 1790 i obté la càtedra de Botànica de la Universitat de Coímbra. Amplia i remodela el Jardí Botànic de Coimbra, al mateix temps que estudia plantes de tot el món, sobretot, les tropicals com el té.
Als 83 anys, publica una memòria sobre la desertització de l'illa de Cap Verd, un tractat sobre la patata dolça i un altre sobre els arbres resinosos.
Les seves dues obres més destacades són: Flora lusitanica (1804) i Phytographia Lusitaniae selectior (1816–1827) on es van fer les primeres descripcions detallades de les plantes natives de Portugal.

## Honors
En honor seu s'ha donat nom als gèneres: 
- (Asteraceae) Brotera Willd. 1802
- (Lamiaceae) Brotera Spreng. 1803
- (Sterculiaceae) Brotera Cav. 1799
- (Tiliaceae) Brotera Vell. 1827

## Obres
- Principios de agricultura philosophica. Coimbra: Imp. da Universidade, 1793.
- Flora Lusitanica: seu plantarum, quae in Lusitania vel sponte crescunt: vel frequentuns colunter, ex florum praesertim sexuleus systematic distributarum: synopsis. Olissipone: Ex Typogr. Regia, 1804. 2 vols.
- Phytographia Lusitaniae selectior..., seu Novarum, rariorum, et aliarum minus cognitarum stirpium, quae in Lusitania sponte' veniunt, ejusdemque floram spectant, descriptiones iconibus illustratae. Olisipone: Typographia Regia, 1816-27. 2 volums.
- Compêndio de botânica: addicionado e posto em harmonia com os contrecimentos actuaes desta sciencia, segundo os botanicos mais celebres, como Mirbel, De Candolle, Richard, Lecoq, e outros, por Antonio Albino da Fonseca Benevides. Lisboa: Typ. Academia Real das Sciencias 1837-1839. 2 vols.